# NGC 2523
NGC 2523 је спирална галаксија у сазвежђу Жирафа која се налази на NGC листи објеката дубоког неба.
Деклинација објекта је + 73° 34' 44" а ректасцензија 8h 15m 0,0s. Привидна величина (магнитуда) објекта NGC 2523 износи 11,8 а фотографска магнитуда 12,6. Налази се на удаљености од 38,4000 милиона парсека од Сунца. NGC 2523 је још познат и под ознакама UGC 4271, MCG 12-8-31, CGCG 331-32, ARP 9, IRAS 08092+7343, PGC 23128.